# Sicherheit
Sicherheit bezeichnet allgemein den Zustand, der für Individuen, Gemeinschaften sowie andere Lebewesen, Objekte und Systeme frei von unvertretbaren Risiken ist oder als gefahrenfrei angesehen wird.
Für Individuen und Gemeinschaften bezeichnet Sicherheit den Zustand des Nicht-bedroht-Seins der Freiheit ihrer ungestörten Eigenentwicklung in zweierlei Hinsicht:
- im Sinne des tatsächlichen (objektiven) Nichtvorhandenseins von Gefährdung – als Sicherheit im objektiven Sinne, sowie
- im Sinne der Abwesenheit von (subjektiver) Furcht vor Gefährdung – als Sicherheit im subjektiven Sinne.

Der Begriff „Sicherheit“ umfasst innere wie äußere Sicherheit von Gemeinschaften und schließt – insbesondere im Fall von Staaten – die politische, militärische, ökonomische, soziale, rechtliche, kulturelle, ökologische, technische u. a. Sicherheiten in sich ein.

## Begriffsgeschichte

### Wort-Herkunft
Das Wort sicher geht (über mittelhochdeutsch sicher und althochdeutsch sihhur) auf lateinisch sēcūrus „sorglos“ (aus sēd „ohne“ und cūra „Fürsorge“) zurück. Im Mittelalter wurde es (wie im Lateinischen) auch als „schuld- und straffrei“ gedeutet. In der modernen Sprachform erscheint das Abstraktum die Sicherheit.

### Begriff Sicherheit – versus Schutz, Sicherung, Betriebssicherheit
Umstritten ist die Möglichkeit zur klaren semantischen Unterscheidung zwischen den Begriffen Sicherheit und Schutz im Deutschen.
Zum Beispiel werden bei Objekten und Systemen im Englischen die beiden Bezeichnungen Security (englisch für „Schutz“, „Eingriffs-/Angriffssicherheit“) und Safety (englisch für „Gefahrlosigkeit“, „Betriebssicherheit“) für zwei voneinander in der Wortbedeutung (semantisch) unterschiedliche Begriffe verwendet.
Während „Safety“ den Schutz der Umgebung vor einem Objekt, also eine Art Isolation beschreibt, handelt es sich bei „Security“ um den Schutz des Objektes vor der Umgebung, d. h. die Immunität bzw. die Sicherung. Die beiden unterschiedlichen Sachverhalte werden stattdessen im Deutschen häufig mit demselben Wort „Sicherheit“ benannt. Dies führt regelmäßig zu Verständigungsschwierigkeiten, da beide Seiten dieses Wort unterschiedlich interpretieren können. Die einschlägigen Normen verwenden daher für den Schutz der Umgebung vor einem Objekt den Begriff funktionale Sicherheit.
Demzufolge sollte es nicht ausreichen, an einer Fluchttür lediglich „Sicherheit“ zu fordern. Im Sicherheitskonzept sind die Anforderungen zu spezifizieren. Eine „Betriebssicherheit/Safety“-Anforderung wäre hier die Gewährleistung eines möglichst gefahrlosen Flucht- und Rettungsweges für Betroffene beziehungsweise hilfeleistende Kräfte, während Forderungen zur Vermeidung einer unberechtigten Nutzung der Tür im Normalbetrieb dem Bereich „Sicherung/Security“ zuzuordnen sind.
Im Russischen ist eine ähnliche semantische Zweideutigkeit festzustellen. Der Begriff Sicherheit (russisch – безопасность, Adjektiv безопасный) wird sowohl mit der Bedeutung „nicht bedroht durch Gefahr“ (russisch – не угрожающий опасностью) als auch mit „geschützt vor Gefahr“ (russisch – защищающий от опасности) wiedergegeben. Daneben wird der Begriff Schutz (russisch – защита) mit wechselnden Bedeutungen verwendet.

### Entwicklung des Sicherheitsbegriffs in der Politik
In der akademischen Diskussion wird der Sicherheitsbegriff sehr kontrovers behandelt. Generell gibt es keinen Konsens über die Spannweite des Begriffs. Traditionell beschäftigen sich Sicherheitsstudien mit der Identifikation von und Reaktion auf bedrohliche Aktionen für einen Nationalstaat. Die ursprünglich militärische Definition stellt den Nationalstaat und militärische Reaktionsschemata in den Vordergrund. Im nationalstaatlichen Kontext können Staatsgebiet, Staatsvolk und Staatssouveränität durch eine äußere Bedrohung konfrontiert werden.
Spätestens mit der tief greifenden Veränderung der internationalen Realität und einer weltweiten Regionalisierung nach dem Kalten Krieg rückt das Referenzobjekt Nationalstaat zunehmend in den Hintergrund. Der Sicherheitsbegriff wird allgemeiner gefasst und auf verschiedenste Lebensbereiche ausgedehnt, so z. B. auf die Ölkrise in den 1970er-Jahren, den Kriegsschulden der USA und dem Zusammenbruch des Bretton-Woods-Systems im Bereich Wirtschaft, in den 1990er-Jahren mit der Rio-Konferenz (Konferenz der Vereinten Nationen über Umwelt und Entwicklung) auf den Bereich Umwelt und spätestens mit dem UNDP-Report 1994 auf den Bereich Humanitäre Angelegenheiten (Menschliche Sicherheit).
Damit verschieben sich auch die Referenzpunkte für den Sicherheitsbegriff, im militärischen Bereich: vom Nationalstaat zur Umwelt; wirtschaftlich und bei humanitären Angelegenheiten zudem das Individuum: die Menschheit, die Region usw. Der Begriff der Sicherheit wird damit aus dem militärischen Bereich losgelöst, allerdings ohne die ehemals rein militärischen Reaktionsschemata aufzugeben. Dafür steht die Bezeichnung erweiterter Sicherheitsbegriff.

## Charakteristische Merkmale der Sicherheit

### Merkmale der Sicherheit von Individuen und Gemeinschaften
Sicherheit ist für Individuen und Gemeinschaften generell eine sehr komplexe Befindlichkeit, die durch die Freiheit ungestörter Eigenentwicklung gekennzeichnet ist.
Sicherheit gestaltet sich dabei stets historisch konkret, beinhaltet sie doch die Abwendung konkreter Gefährdungen und Bedrohungen für die Freiheit der ungestörten Eigenentwicklung von konkreten Individuen und Gemeinschaften zu einem aktuell konkreten oder einem vorhergesehenen Zeitpunkt. Mithin ist keine allgemeine, vom Historisch-konkreten abgehobene Sicherheit festzustellen. Bei der Bestimmung dessen, was jeweils als Sicherheit angesehen wird, spielen somit historische Erfahrungen, gegenwärtiges Erleben und Zukunftsängste eine beträchtliche Rolle.
Sicherheit ist stets relativ – absolute Sicherheit gibt es ebenso wenig wie absolute Freiheit oder absolute Unabhängigkeit. Unsicherheit hingegen kann sich viel stärker der Absolutheit nähern als Sicherheit.
Der Begriff „Sicherheit“ umfasst innere wie äußere Sicherheit von Gemeinschaften und schließt die politische, ökonomische, soziale, rechtliche, ökologische, kulturelle, technische, militärische u. a. Sicherheit in sich ein.

### Risiken, Gefahren, Gefährdungen für die Sicherheit
Ereignisse, die mit einer möglichen negativen Auswirkung (Gefahr, Gefährdung) auf die Handlungsfreiheit verknüpft sind, tragen ein Risiko in sich, weil die Einflussfaktoren nicht vollständig bekannt sind und/oder dem Zufall unterliegen. Gefahren, Risiken, Gefährdungen gehören potenziell und latent zu einer widersprüchlichen Welt. In komplexen Systemen ist es unmöglich, Risiken völlig auszuschließen.
Jedes Einlassen auf ein Risiko ist mit einem Wagnis verbunden, d. h. mit der Kunst des richtigen Abschätzens, ob sich das „Eingehen eines Risikos bzw. das Einlassen auf eine risikohaltige Situation“ auch wirklich lohnt und zu bewältigen ist. Das vertretbare Risiko für jede mögliche Art der Beeinträchtigung hängt von vielen Faktoren ab und wird zudem subjektiv, historisch und kulturell unterschiedlich bewertet.
Gefahren (Gefährdungen) für die Gemeinschaft können globale, kontinentale oder regionale und lokale Dimension besitzen. Werden Naturereignisse ausgeblendet und nur Gefährdungen betrachtet, die durch das Handeln der Menschen selbst entstehen, gehören zu dieser komplexen Welt unter anderen:
- soziales Konfliktpotenzial im beträchtlichen Ausmaß, verbunden mit gravierenden Unterschieden im Lebensstandard und Gesundheitsschutz sowie ungleichmäßiger demografischer Entwicklung;
- wirtschaftliche Instabilität durch disproportionale Entwicklung und ökologischen Raubbau, verbunden mit finanzieller Massenverschuldung sowie Verknappung von Ressourcen;
- Gefährdungen aus Umweltschäden;
- soziale Folgen überstürzter, ungeordneter politischer und ökonomischer Prozesse;
- Fehlhandlungen der Menschen im Alltagsleben und in der Produktion;
- Gefahren aus den sachlichen Fertigungsbedingungen und neuen Technologien sowie
- Risiken aus dem Vorhandensein von Streitkräften.

Zur Verringerung dieser Risiken wird versucht, diesen Gefährdungen durch Schaffen von solchen Sicherheitsmechanismen oder -systemen zu begegnen, die einem möglichst realistischen Gefahrenspektrum effektiv entsprechen.
Im Allgemeinen werden höhere Wahrscheinlichkeiten für Beeinträchtigungen mit steigendem Nutzen (beispielsweise Aktien-Spekulation, Teilnahme am Straßenverkehr, Betreiben von Wagnissport) als vertretbar angesehen.

### Bedrohungen für die Sicherheit
Die Begriffe Gefahr (Gefährdung) und Bedrohung sind nicht bedeutungsgleich zu verwenden. Der subjektiven Befindlichkeit Bedrohung geht das Einwirkungsverfahren Drohung voraus.
Das Empfinden einer Bedrohung ist in der Regel aktuell, setzt konfrontative Ankündigung von Gewalt (Drohung mit Gewalt) an einen Adressaten voraus, um gefügig zu machen bzw. den Willen aufzuzwingen oder ein bestimmtes Verhalten auszulösen.
Beim politischen Handeln kann das Bestreben bereits einer Seite eine Eskalation der Sicherheitslage bewirken. Zur Deeskalation bedarf es dagegen des Willens beider Seiten zum Konfliktabbau, d. h. der politischen Verständigungs-/Verhandlungsbereitschaft.
Das Fehlen von Bedrohungen schließt die Existenz von Gefahren nicht aus. Jede gesellschaftliche Organisation muss selbst zur Erkenntnis über mögliche Gefährdungen ihrer Existenz gelangen.

### Sicherheit als relativer Zustand
Allgemein wird Sicherheit jedoch nur als relativer Zustand der Gefahrenfreiheit angesehen, der stets nur für einen bestimmten Zeitraum, eine bestimmte Umgebung oder unter bestimmten Bedingungen gegeben ist. Im Extremfall können sämtliche Sicherheitsvorkehrungen versagen, etwa bei Vorkommnissen, die sich nicht beeinflussen oder voraussehen lassen (beispielsweise einem Naturereignis). Sicherheit bedeutet daher nicht, dass Beeinträchtigungen vollständig ausgeschlossen sind, sondern nur, dass sie hinreichend (beispielsweise im Vergleich zum allgemeinen „natürlichen“ Risiko einer schweren Erkrankung) unwahrscheinlich sind.
Ein prägnantes Modell für die Relativität von Sicherheitsmaßnahmen ist das Kraftfahrzeugwesen, in dem es zahlreiche sicherheitstechnische Vorschriften und auch regelmäßige Überprüfungen gibt. Dennoch können weder Vorschriften noch Prüfungen verhindern, dass mit dem Kraftfahrzeug absichtlich, böswillig oder unabsichtlich gefährliche Zustände herbeigeführt werden oder dass Teile des Kraftfahrzeugs in gefährlicher Weise nicht mehr funktionieren.
Auch im Sport, vermehrt im Erlebnis-, Abenteuer- und Wagnissport, gilt die Regel der relativen Sicherheit: Die intensive physische und psychische, oft bis an Leistungsgrenzen gehende Beanspruchung sowie die objektive äußere Gefährdungssituation, in die sich der Sportler begibt, enthalten hohe Verletzungsrisiken, die nur bedingt beherrschbar sind. Im Sinne des intensiven Sporterlebens müssen diese unvermeidbaren Restrisiken und Schädigungsmöglichkeiten jedoch einkalkuliert und damit akzeptiert werden. Wagnissport lässt sich nicht mit Sicherheitsgarantie betreiben, da Wagnisse das Eingehen von Risiken per definitionem implizieren. Verantwortliches Handeln versucht jedoch, das Gefahrenpotenzial in vertretbaren Grenzen zu halten. Der Wagende unterscheidet sich insofern vom sogenannten „Risiker“, der seine Sicherheit mehr einem ihm gewogenen Schicksal als seiner Wagniskompetenz anvertraut.

### Spannungsverhältnis von Sicherheit und Freiheit
Der Wunsch nach größtmöglicher Sicherheit einerseits und möglichst weitgehender individueller Freiheit andererseits stehen in einem starken Spannungsverhältnis. So muss der einzelne sich im Alltagsleben einer großen Zahl von Vorschriften und Einschränkungen fügen, die vom Staat oder von Institutionen „aus Sicherheitsgründen“ erlassen werden.
Vor allem Kritiker aus dem liberalen Spektrum warnen davor, dass die erhöhte Bereitschaft dazu auch ausgenutzt werde, um in als unsicher empfundenen Zeiten eine stärkere Überwachung der Bürger durchzusetzen und damit die allgemeinen Bürgerrechte zu schwächen. Angebliche „Sicherheitsgründe“ seien mitunter lediglich vorgeschoben oder zumindest im Vergleich zur tatsächlich drohenden Gefahr unverhältnismäßig. Moral, Sexualität, Jugendschutz, Kriminalität und Terrorismus würden als Argumente für eine Beschränkung der Grundrechte herangezogen. Im Übrigen sei das Motiv einschränkender Vorschriften häufig weniger im Schutz des Einzelnen vor Gefahren zu suchen, als vielmehr darin, den Staat oder eine Institution von juristischen Schadensersatzansprüchen freizuhalten.

### Technisches und zwischenmenschliches Vertrauen auf Sicherheiten
Technische (objektive) Sicherheiten unterscheiden sich grundsätzlich von zwischenmenschlichen (subjektiven) Sicherheiten:
- Das Vertrauen in Mechanismen ist ein Vertrauen in ihre Gleichgültigkeit und Interesselosigkeit. Zum Beispiel reagiert ein Geldautomat gegenüber sämtlichen Benutzern gleich; er hat kein Interesse an ihnen.
- Einem Menschen oder einer Personengruppe vertraut man dagegen in dem Glauben, individuell und loyal behandelt zu werden.

Dieser immanente Widerspruch führt in allen soziotechnischen Systemen zu interessanten Paradoxien – Die soziale Sicherheit etwa hat sich im Laufe der Geschichte von einer vorwiegend zwischenmenschlichen zu einer mehrheitlich technischen gewandelt.

## Arten der Sicherheit

### Individuelle Sicherheit
Die Sicherheit einer Person kann in physische und wirtschaftliche Sicherheit unterschieden werden. Die physische Sicherheit beschreibt die unmittelbare körperliche Unversehrtheit und Bedrohungsfreiheit, die wirtschaftliche Sicherheit die dauerhafte Gewährleistung der existenziellen Basis, welche die Zukunft der Person absichern.
Sicherheit für den Menschen bezeichnet nicht nur objektive Gefahren- oder Risikofreiheit, wie z. B. eine geschützte Unterbringung mit einer gewährleisteten Versorgung aller Bedürfnisse, sondern auch die subjektive Empfindung der Geborgenheit, unabhängig davon, ob sie zutrifft. Dieses Gefühl kann einzelne Personen oder ganze Bevölkerungsgruppen einnehmen.

### Kollektive versus kooperative äußere Sicherheit
Unter Sicherheit wird in diesem Abschnitt die äußere politische Sicherheit von Staaten und Koalitionen verstanden, die durch Anwesenheit und Gebrauch militärischer Macht gewährleistet wird und für deren rechtlich geordnete systematische Gestaltung die Regelung der Staatenbeziehungen auf militärpolitischem Gebiet relevant ist. Die Rolle, die der militärische Faktor in diesen Beziehungen spielt, kann graduell unterschiedlich sein und sollte tendenziell reduziert werden.
Der Begriff kollektive Sicherheit oder System gegenseitiger kollektiver Sicherheit stammt aus der Außenpolitik, genauer – aus dem Fachgebiet Internationale Beziehungen. Damit wird ein mehrere Staaten umfassendes vertraglich vereinbartes System der Friedenssicherung bezeichnet; es steht für eine völkerrechtlich und vertraglich fixierte Form der Konfliktlösung zwischen Bündnispartnern. Kern der Vereinbarungen sind der Verzicht auf Anwendung oder Androhung von Gewalt und die wechselseitige Garantie militärischen Beistands für den Fall einer Aggression oder einer militärischen Bedrohung eines Mitglieds oder mehrere Bündnispartner.
Beispiele finden sich im Vertrag von Locarno (1925) oder im NATO-Bündnis (seit 1949).
Die kollektive Sicherheit bedeutet in Konfliktsituationen, dass man gemeinsam Maßnahmen entwickelt, um die Sicherheit für sämtliche Vertragspartner zu gewährleisten.
Der Begriff kooperative Sicherheit (von lateinisch cooperari – mitwirken) umfasst demgegenüber einzelne völkerrechtlich vereinbarte Verfahren und Prozeduren zwischen unterschiedlichen Staaten. Für mehrere Seiten soll die Sicherheitslage als Multilaterale Sicherheit günstiger gestaltet werden. Das können zum Beispiel Rüstungskontroll-Vereinbarungen oder Verträge sein, in denen sich die Seiten verpflichten, ihre Konflikte friedlich zu lösen und einen unbeteiligten Dritten als Schiedsrichter einschalten.

### Innere Sicherheit (Öffentliche Sicherheit)

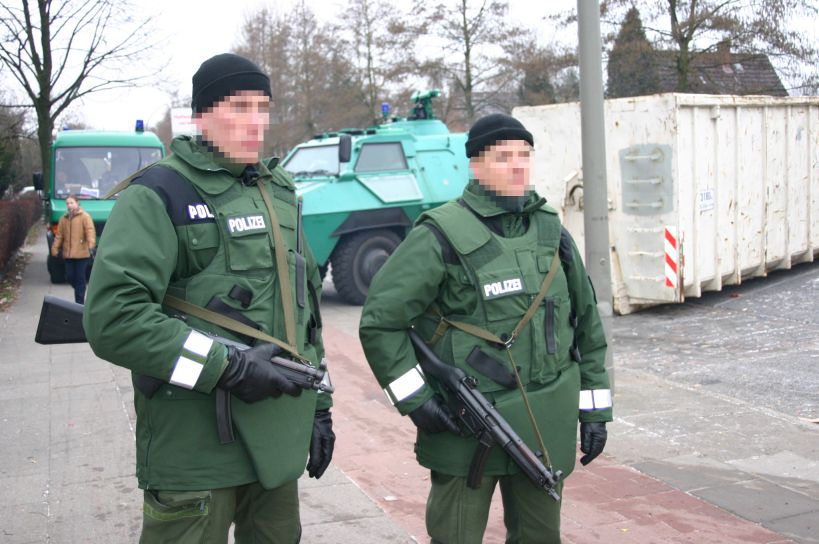
Gewährleistung der öffentlichen Sicherheit: Objektschutz durch die Polizei

Im Kontrast dazu, jedoch nicht losgelöst von der äußeren Sicherheit, steht die Innere Sicherheit, der Schutz, den eine Gemeinschaft aufbaut und deren Mitglieder ad hoc einbezieht.
Die Innere Sicherheit (Öffentliche Sicherheit) umfasst die institutionellen Bedingungen, Vorgänge, Inhalte und Ergebnisse des politischen Handelns, das darauf gerichtet ist, Ordnungs- und Schutzaufgaben zugunsten eines jeden Mitglieds der Gesellschaft und des Gemeinwesens zu erfüllen.
Im Polizeirecht bezeichnet die öffentliche Sicherheit die Wahrung der objektiven Rechtsordnung, der Einrichtungen des Staates sowie der Rechtsgüter und Grundrechte des Einzelnen.
Die dazu erforderliche Rechtssicherheit umfasst die Rahmenbedingungen, die der Gesetzgeber schafft, um das Funktionieren eines Rechtssystems zu garantieren.

### Wirtschaftliche Sicherheit
Wirtschaftliche Sicherheit bezeichnet einen Zustand, bei dem das Vorhandensein der materiellen oder finanziellen Mittel für die Existenz oder für vorgesehene oder geplanten Abläufe und Vorhaben im vorgesehenen Zeitraum für ein Wirtschaftssubjekt gewährleistet ist. Dies kann sowohl das einzelne Individuum betreffen als auch Kollektive (betriebswirtschaftliche Unternehmen oder ganze Staaten).
Um gegen unabweisbare Gefahren gesichert zu sein, können Versicherungen abgeschlossen werden, zum Beispiel Unfallversicherung oder Berufsunfähigkeitsversicherung. Die Versicherung erhöht zwar nicht objektiv die Sicherheit, wohl aber kann sie subjektiv zum Sicherheitsgefühl beitragen und im Eintrittsfall eine Behebung oder anderweitigen Ausgleich des Schadens ermöglichen.
Spezielle wirtschaftliche Sicherheitsaspekte sind folgende:
- Betriebswirtschaftliche Sicherheit umfasst technische, logistische und organisatorische Maßnahmen in Bezug auf Maschinen oder Anlagen im industriellen Bereich, wie in den Begriffen Ausfallsicherheit, Verlässlichkeit und Verfügbarkeit verwendet (siehe operationelles Risiko).
- Im Bereich Recht, Finanz- und Betriebswirtschaft und werden hinterlegte Pfänder oder Kautionen als Sicherheiten bezeichnet.
- Im Bankwesen dienen Wertpapiere, Hypotheken oder sonstige Sicherheiten für Kredite als Kreditsicherheit. Sie sollen den Kreditgeber vor Verlusten schützen, wenn dem Kreditnehmer die Rückzahlung des Kredits mit Zinsen nicht möglich ist.
- Bei Lieferanten dient der Eigentumsvorbehalt als Sicherheit für die gelieferte und noch unbezahlt gebliebene Ware.
- Schließlich gibt es eine Vielzahl von gesetzlichen Pfandrechten, die dem Gläubiger als Sicherheit für seine noch unbezahlten Leistungen dienen, so etwa Unternehmerpfandrecht, Gastwirtpfandrecht oder Vermieterpfandrecht.

### Objektive versus subjektive Sicherheit
Während die objektive Sicherheit die statistisch und wissenschaftlich nachweisbare Sicherheit meint (beispielsweise in Bezug auf Unfalldaten), meint die subjektive Sicherheit die „gefühlte“ Sicherheit. Insbesondere im ÖPNV gibt es hier Untersuchungen und Überlegungen der zuständigen Stellen, auch die subjektive Sicherheit zu erhöhen.
Im Themenfeld des Erlebnissports beschreibt die objektive Sicherheit, die durch Geräte, Persönliche Schutzausrüstung etc. gewährleistete Unfallprophylaxe. Während Letztere zum Ziel hat, Verletzungen und/oder Unfälle zu verhindern und sich somit stets auf einem aktuellen Stand bewegen sollte, wird die subjektive Sicherheit durch verschiedene Hilfsmittel (Höhe, Dunkelheit etc.) herabgesetzt, um ein Risikoerlebnis zu erzeugen.

### Kritik durch die Kopenhagener Schule
Quellenzuordnung fehlt
Die Kopenhagener Schule um Buzan, Waever und de Wilde argumentiert für einen konstruktivistischen Sicherheitsbegriff und fordert damit sowohl die traditionelle, als auch die um Erweiterung des Objekts bemühte Sichtweise heraus, da sie die generelle Objektivität des Begriffs hinterfragt und Sicherheit als „Sprechakt“ definiert. Mit der Assoziation eines Lebensbereiches mit Sicherheit entstehe eine soziale Wirklichkeit. Dieser „Sprechakt“ konstruiere in diesem Lebensbereich einen Ausnahmezustand, rechtfertige außerordentliche Maßnahmen und setze bestehende Entscheidungswege außer Kraft. Die Kopenhagener Schule um Buzan und Waever fordert eine sozial konstruktivistische Herangehensweise, bei der der Prozess der Versicherheitlichung und Entsicherheitlichung in den Vordergrund rückt. Entscheidend sei, die Reaktionen auf den „Sprechakt Sicherheit“ zu untersuchen. Obwohl noch kein Konsens über die Konzeptionalisierung von Versicherheitlichung und Entsicherheitlichung besteht, existiert bereits eine Anzahl an empirischen Studien bzw. politischen Kommentaren zur Versicherheitlichung einzelner Themengebiete.

## Technische Sicherheit, Betriebssicherheit

### Definition der Technischen Sicherheit
Bei technischen Konstruktionen oder Objekten bezeichnet Sicherheit den Zustand der voraussichtlich störungsfreien und gefahrenfreien Funktion. Im technischen Bereich ist „Sicherheit“ oft davon abhängig, wie sie definiert ist oder welcher Grad von Unsicherheit für die Nutzung der technischen Funktion akzeptiert wird. Tritt bei einer möglichen Störung keine Gefährdung auf, so spricht man einfach nur von Zuverlässigkeit. Die Norm IEC 61508 definiert Sicherheit als „Freiheit von unvertretbaren Risiken“ und verwendet den Begriff der funktionalen Sicherheit als Teilaspekt der Gesamtsicherheit eines technischen Systems.
Gesetzliche Vorschriften der Sicherheitstechnik dienen in erster Line der Arbeitssicherheit, also der Sicherheit und dem Gesundheitsschutz bei der Arbeit, und dem Umweltschutz.
Primäre Grundlage für die Betriebssicherheit ist die Bauteilzuverlässigkeit, das heißt, Bauteile dürfen nicht durch Überbelastung oder Materialversagen ihre Funktionsfähigkeit verlieren. Das heißt, die funktional notwendigen mechanischen, elektrischen, elektronischen, pneumatischen, hydraulischen etc. Eigenschaften dürfen nicht so verändert werden, dass die Funktionalität so beeinträchtigt wird, dass die (Personen-)Sicherheit gefährdet wird.
Zunehmende Bedeutung für die Funktionalität und somit für die Sicherheit von technischen Systemen erlangt die Software. Um Software für sicherheitskritische Systeme zu entwickeln, muss ein hoher Aufwand für die Sicherstellung der Fehlerarmut der Software betrieben werden. Im Allgemeinen müssen strenge Maßstäbe an den Softwareentwicklungsprozess gelegt werden. Für verschiedene Industrien, z. B. die Luftfahrtindustrie, sind die Anforderungen an sicherheitsgerichtete Softwareentwicklungsprozesse in Normen festgelegt. Für die Eisenbahn ist das die Norm EN 50128.
Häufig stehen kostenaufwändige Sicherheitsmaßnahmen den wirtschaftlichen Belangen zur Gewinnerzielung entgegen.

### Begriffe und Verfahren der Sicherheitstechnik
Untersuchungen zu Problemen und Lösungen der Sicherheit in der Technik führt die Sicherheitstechnik durch. Die Maßnahmen, mit denen die Sicherheit von technischen Objekten, Anlagen oder Systemen erreicht werden soll, sind im Grunde Spezialfälle zur Gewährleistung entweder von individueller oder kollektiver Sicherheit der beteiligten Menschen, oder sie sind wirtschaftlich motiviert, um z. B. kostspielige Reparaturen oder Produktionsausfälle oder aber rechtlich begründete Sanktionen bei Schadensfällen zu vermeiden.
Die Sicherheitstechnik unterscheidet folgende Begriffe:
- unmittelbare Sicherheit bezeichnet Lösungen, bei denen die Gefahrenentstehung verhindert wird. Dabei gibt es den safe-life-Ansatz, bei dem durch Klärung aller äußeren Einflüsse, sicherem Bemessen und weiterer Kontrolle ein Versagen ausgeschlossen wird. Der fail-safe-Ansatz bewirkt, dass bei einem beschränkten Versagen noch eine gefahrlose Außerbetriebnahme möglich ist. Ein weiterer Ansatz ist die redundante Anordnung von Baugruppen, so dass bei einem Ausfall eines Teils dennoch die Gesamtfunktion weiterhin gewährleistet ist.
- mittelbare Sicherheit bezeichnet Lösungen, mit denen zusätzliche Schutzeinrichtungen eine mögliche Gefährdung abweisen. So verhindern zum Beispiel Maschinenverkleidungen bei Drehmaschinen eine Gefahr durch die bewegten Teile und verhindern gefährliche Eingriffe von außen. Andere Schutzsysteme arbeiten mit Sensoren. So wird etwa eine Fahrstuhltür nicht geschlossen, wenn Personen sich im Bereich der Tür befinden.
- hinweisende Sicherheit ist die schwächste und rechtlich geringste Form von Sicherheitsmaßnahmen. Hier wird lediglich auf die Gefahren hingewiesen (Gefahrenhinweis), etwa durch Gefahrensymbole (etwa auffällige Warnhinweise bei elektrischen Anlagen), Gefahrenpiktogramme (bei chemischen Substanzen) oder Verkehrszeichen an Gefahrenpunkten. Des Weiteren gehören dazu auch Sicherheitshinweise in Bedienungsanleitungen von elektrischen Geräten sowie die Verwendung auffälliger Signalfarben oder Reflektoren an gefährdeten Objekten, zum Beispiel Fußgängern bei Nacht.

Beim Einsatz innovativer Sicherheitssysteme ist stets auch mit unbeabsichtigten Folgen zu rechnen, die den angestrebten Sicherheitsgewinn zunichtemachen können.
Beispiele dafür sind der Einsatz von Antiblockiersystemen, solange nur wenige Autos damit ausgerüstet sind, der Einsatz von sensorgesteuerten automatischen Bremssystemen bei fahrerlosen Transportfahrzeugen, die das Erschrecken und Weglaufen von Mitarbeitern provozieren oder der Einsatz des Radars, das die Kollisionshäufigkeit an einigen Brennpunkten des Weltschifffahrtsverkehrs zunächst sogar erhöhte.
Ursachen dafür sind ungeplante Interaktionen zwischen den Akteuren eines Systems, die erst durch die Einführung der Abschalt-, Warn- und anderer Systeme zustande kommen oder systembedingt unterschiedliche Warn- und Reaktionszeiten der Akteure, aber vor allem auch bewusst riskantere Verhaltensweisen. So zeigt Cramer, dass der Ausbau komplexer Sicherheitssysteme in der küstennahen Schifffahrt des 19. Jahrhunderts (Leuchtfeuer, Fahrwasserbetonnung, Wetterdienste) in Verbindung mit der Optimierung der Kursplanung durch Nutzung großräumiger Windverhältnisse zu riskanteren Segelstrategien führte.
Auch heute wird der auf Prognosen setzenden ingenieurwissenschaftlichen Sicherheitsforschung vorgeworfen, dass sie die empirische Beobachtung der Systeme vernachlässige.
Verfahren der Sicherheitstechnik sind:
- Auswirkungsanalyse
- Fehlerbaumanalyse
- PAAG-Verfahren

Spezielle Anwendungsgebiete sind:
- Verkehrssicherheit
- Fahrzeugsicherheit
- Flugsicherheit
- Informationssicherheit
- Netzwerksicherheit
- Gebäudesicherheit
- Elektrosicherheit
- Biosicherheit

### Safety versus Security bei der Technischen Sicherheit
Im Englischen stehen die beiden Bezeichnungen Security (englisch für „Schutz“) und Safety (englisch für „Gefahrlosigkeit“) für zwei verschiedene Begriffe (Konzepte). Im Deutschen werden beide mit dem gleichen Wort „Sicherheit“ bezeichnet. Dies führt regelmäßig zu Verständigungsschwierigkeiten, da beide Seiten die Bezeichnung unterschiedlich interpretieren können.
Der Begriff Security hat in Deutschland eine sehr weitreichende Bedeutung (von Cyber-Security bis hin zum Security-Personal). Es handelt sich somit um personelle Sicherungsmaßnahmen (Objekt- und Personenschutz) bzw. technische Sicherungsmaßnahmen (Sicherungstechnik). In den Normen, Richtlinien und Regelwerken wird – wenn Security gemeint ist – in der Regel das Wort Sicherungstechnik verwandt, wenn es um die materielle Sicherheit bzw. die Angriffsicherheit geht, wie z. B. beim Einbruchschutz bzw. Objektschutz und der Sicherheit bzw. Vertraulichkeit von Daten (Verschlüsselungstechnologien, Authentifizierungsmechanismen). Bei der Sicherungstechnik handelt es sich grundsätzlich um die Erkennung, Begrenzung und Abwehr von Bedrohungen gegen materielle bzw. virtuelle Einrichtungen, Gegenstände bzw. Sachen. Es handelt sich hierbei um vorbeugende Maßnahmen gegen den Eintritt von Ereignissen (Handlungen, Delikten und anderen unerwünschten Zuständen), die durch Personen in böswilliger Absicht begangen werden, sowie um die Begrenzung oder Beherrschung solcher Vorfälle und des daraus resultierenden Schadens.
Dies im Gegensatz zum Begriff Safety, bei dem grundsätzlich die Betriebssicherheit gemeint ist. Im Deutschen steht hierfür das Wort „Sicherheit“, der allerdings sehr weit gefasst ist, da er auch für den Eigenschutz (Maschinen-Sicherheit, Sicherheitskleidung u. v. m.) genutzt wird. Somit steht hier das Verhindern von Einwirkungen auf lebende Individuen (z. B. Schutz von Menschen) im Vordergrund. Hierbei handelt es sich um vorbeugende Maßnahmen gegen den Eintritt von Ereignissen (Vorfällen, Unfällen und anderen unerwünschten Zuständen), die ihren Ursprung in nichtbeabsichtigten menschlichen und/oder technischen Unzulänglichkeiten haben, sowie mit der Begrenzung oder Beherrschung solcher Vorfälle, und mit allgemeinen Problemen der Arbeitssicherheit.
Oftmals wird im Deutschen leider oft nur der Begriff Sicherheit genutzt, ohne genauer zu differenzieren. Das führt leider dazu, dass man oft der Meinung ist, wenn z. B. eine Maschine sicher ist (hier im Sinne von Maschinen-Sicherheit / Safety), dann ist auch die Fernwartung sicher (Zugriffssicherheit bzw. Angriffssicherheit / Security). Das muss jedoch nicht so sein, da es sich, wie oben erläutert, um unterschiedliche Sicherheiten (Safety bzw. Security) handelt. Oftmals ist Safety nicht mehr ohne Security zu haben, weil der böswillige Zugriff über die Security-Schwelle die Safety sogar aushebeln kann.
Aus gesetzlicher Sicht ist die Gewährleistung der Safety zwingend erforderlich (z. B. aufgrund der Produktsicherheitsrichtlinie), während die Security eine (noch weitestgehend) freiwillige und durch wirtschaftliche Faktoren beeinflusste Investition ist. Dies könnte sich aufgrund der zunehmenden Gefahren, die mit der Digitalisierung einhergehen, zwar in Zukunft ebenfalls ändern (siehe z. B. den sich in Diskussion befindlichen Cyber Resilience Act), im Moment ist der Anreiz Safety zu implementieren und zu dokumentieren jedoch ein ganz anderer als bei der Security.

### Schutzeinrichtungen
Dies können sein:
- trennende Schutzeinrichtungen (Verkleidung, Verdeckung)
- ortsbindende Schutzeinrichtungen (Zweihandbedienung, Tipptaster)
- abweisende Schutzeinrichtungen (Handabweiser, Fingerabweiser)
- Schutzeinrichtungen mit Annäherungsreaktion (Lichtschranke, Pendelklappen)

### Technische Normen (Auswahl)
- Gefahrstoffverordnung
- DIN EN ISO 12100:2011 Sicherheit von Maschinen - Allgemeine Gestaltungsleitsätze - Risikobeurteilung und Risikominderung